# Se hur gudsvinden bär
Se hur gudsvinden bär är en sångbok innehållande 60 sånger och psalmer skrivna av Ingmar Johánsson. Sångboken utgavs 2006 på Linx och Libris förlag.

## Urval av låtar/psalmer
- Alltid på väg
- Andetag
- Du är en bön
- Genom ett brustet hjärta
- Jag vill tro
- Källan, kärleken och Gud
- Mysterium
- Se hur gudsvinden bär
- Till vem skulle vi gå
- Varje enskilt hjärtas tysta bön
- Önskar jag kunde fängsla ditt öra